# Vegard Robinson Bugge
Vegard Robinson Bugge (* 7. Dezember 1989 in Horten) ist ein ehemaliger norwegischer Radrennfahrer.

## Sportlicher Werdegang
Vegard Robinson Bugge fuhr von 2010 bis 2014 bei dem norwegischen Continental Team Joker. 2011 wurde er Sechster bei der U23-Austragung der Ronde van Vlaanderen, Dritter bei der Tour of Norway und norwegischer U23-Meister im Straßenrennen. Im Jahr 2013 gewann er mit dem Eintagesrennen Gooikse Pijl den einzigen internationalen Wettbewerb seiner Karriere.
Zur Saison 2015 wechselte Vegard Robinson Bugge zum Team Sparebanken Sør und gewann die Bergwertung der Norwegen-Rundfahrt. Bei der Tour des Fjords wurde er bei einem Dopingtest nach einem Wechsel der Asthma-Medikamentation positiv auf das neue Mittel getestet, für welches er keine Therapeutic Use Exemption besaß und deswegen in der Zeit vom 9. Juni bis 28. Oktober 2015 gesperrt.
Nach Ablauf seiner Sperre kehrte Bugge 2016 noch einmal zurück und bestritt drei internationale Wettbewerbe, die er nicht beendete, sowie die nationalen Meisterschaften. Seitdem wird er nicht mehr in den Ergebnislisten geführt.

## Erfolge
2011
- Norwegischer Meister – Straßenrennen (U23)

2013
- Gooikse Pijl

2015
- Bergwertung Tour of Norway